# Маклин, Уильям Финдли
Уильям Финдли Маклин (англ. William Findlay Maclean; 10 августа 1854 года, Анкастер — 7 декабря 1929 года, Торонто) канадский журналист и политик, многолетний член Палаты общин Канады от провинции Онтарио (1892—1926). Декан (старейший депутат) Палаты общин (1921—1926).

## Биография
Родился 10 августа 1854 года в городе Анкастер, в то время входившем в состав графства Вентворт, колония Канада Запад (ныне — провинция Онтарио). Родители Уильяма иммигрировали из Шотландии: отец, журналист Джон Маклин родился в Глазго, а мать, Изабелла Финдли, была уроженкой города Ротес. Кроме Уильяма, в семье было ещё четверо детей — Гектор, Джеймс, Джон и Уоллес (все родились около 1860 года).
Окончил государственную школу в Гамильтоне и Торонтский университет. По окончании университета пошёл по стопам отца и стал журналистом. В 1880 году основан газету The Toronto World.
На выборах 1890 года безуспешно баллотировался в Законодательное собрание Онтарио по округу Норт-Уэнтворт. В следующем году выдвинулся в депутаты Палаты общин по округу Йорк Восток, но проиграл действующему депутату — бывшему премьер-министру Александру Маккензи. В 1892 году, после смерти Маккензи, Маклину удалось выиграть довыборы по округу Йорк Восток, после чего он на протяжении 34 лет регулярно переизбирался в Палату общин. До 1900 года Маклин выступал на выборах как член Консервативной партии Канады, после 1900 года начал позиционировать себя как независимый консерватор. В 1917 году, когда Консервативная партия и часть либералов объединились в Юнионистскую партию, выступал как юнионист, впоследствии вновь стал независимым консерватором.
В 1921—1926 годах был деканом (старейшим депутатом) Палаты общин. Проиграв выборы 1926 года консерватору Роберту Генри Макгрегору, ушёл из политики.
Умер 7 декабря 1929 года в Торонто.